# エドゥアルド・ペレイラ・ロドリゲス
ドゥドゥ（Dudu）こと、エドゥアルド・ペレイラ・ロドリゲス（Eduardo Pereira Rodrigues、1992年1月7日 - ）は、ブラジル・ゴイアス州ゴイアニア出身の
サッカー選手。SEパルメイラス所属。元ブラジル代表。ポジションはミッドフィールダー、フォワード。引退2022

## 経歴

### クラブ
2003年からアトレチコ・ゴイアニエンセのユースチームでキャリアをスタートさせ、その後クルゼイロECに移籍。2009年にトップチーム昇格した。7月14日、SEパルメイラス戦でプロデビューを果たした。2010年4月27日、コリチーバFCへ期限付き移籍した。2011年8月27日、ウクライナのFCディナモ・キーウへ移籍金500万ユーロで移籍した。2014年2月11日、母国のグレミオに期限付き移籍することが決定した。2015年1月11日、SEパルメイラスに4年契約で加入した。
2020年7月、カタール・スターズリーグのアル・ドゥハイルSCへ期限付き移籍した。背番号は「77」番。

### 代表
ブラジル代表として2011 FIFA U-20ワールドカップに出場し、3ゴールを記録しチームの優勝に貢献した。2011年11月10日、親善試合のガボン代表戦でA代表デビューを果たした。

## タイトル

### クラブ
パルメイラス
- カンピオナート・ブラジレイロ・セリエA：2016, 2018
- コパ・ド・ブラジル：2015
- コパ・リベルタドーレス：2020, 2021

### 代表
U-20ブラジル代表
- FIFA U-20ワールドカップ：1回 2011

### 個人
- ボーラ・ジ・オーロ：2018
- ボーラ・ジ・プラッタ：2016, 2017, 2018, 2019
- カンピオナート・ブラジレイロ・セリエA チーム・オブ・ザ・イヤー：2016, 2018
- カンピオナート・ブラジレイロ・セリエA アシスト王：2016
- カンピオナート・パウリスタ チーム・オブ・ザ・イヤー：2018, 2019
- FIFAクラブワールドカップ シルバーボール賞：2021

## 論争
2025年7月18日、アトレチコ・ミネイロ所属のブラジル人フォワード、ドゥドゥは、2023年にパルメイラス会長レイラ・ペレイラに対してSNS上で投稿した女性差別的な発言により、スポーツ司法最高裁判所（STJD）から6試合の出場停止および9万レアルの罰金処分を受けた。この処分はブラジル女性連合（União Brasileira de Mulheres）による告発を受けて下されたものであり、ペレイラ本人の証言も含まれていた。アトレチコ・ミネイロは、プレーヤーが判決が確定するまで出場できるよう、暫定的な出場許可（エフェイト・ススペンシーヴォ）を申請した。また、両者は名誉毀損および精神的損害に関する民事訴訟も同時に進めている。